# Монбрён-Бокаж
Монбрён-Бока́ж (фр. Montbrun-Bocage, окс. Montbrun del Boscatge) — коммуна во Франции, находится в регионе Юг — Пиренеи. Департамент — Верхняя Гаронна. Входит в состав кантона Монтескьё-Вольвестр. Округ коммуны — Мюре.
Код INSEE коммуны — 31365.

## География

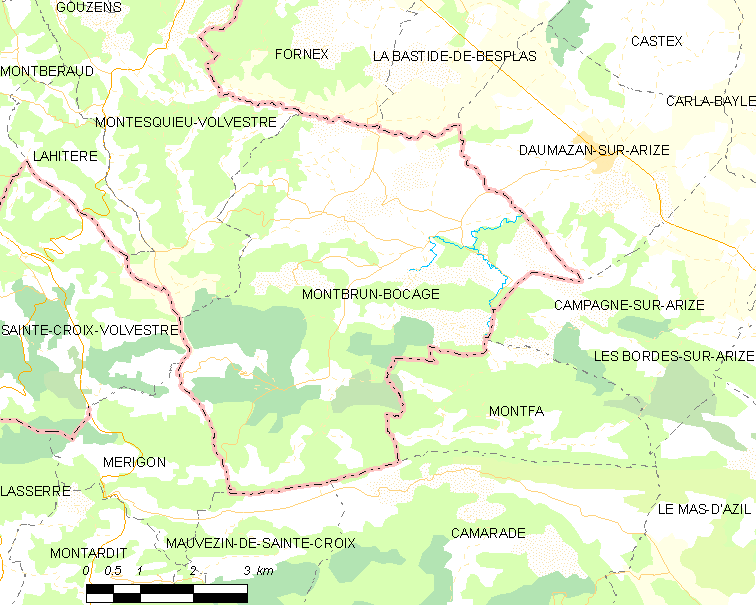
Карта коммуны

Коммуна расположена приблизительно в 650 км к югу от Парижа, в 55 км к югу от Тулузы.

## Климат
Климат умеренно-океанический. Зима мягкая и снежная, весна характеризуется сильными дождями и грозами, лето сухое и жаркое, осень солнечная. Преобладают сильные юго-восточные и северо-западные ветры.

## Население
Население коммуны на 2010 год составляло 469 человек.
| 1962 | 1968 | 1975 | 1982 | 1990 | 1999 | 2010 |
| ---- | ---- | ---- | ---- | ---- | ---- | ---- |
| 534  | 454  | 386  | 356  | 336  | 374  | 469  |

## Администрация
| Период | Период | Фамилия           | Партия | Примечания |
| ------ | ------ | ----------------- | ------ | ---------- |
| 2001   | 2008   | Луи Бонель        |        |            |
| 2008   | 2020   | Кристиан Сенеклоз |        |            |

## Экономика
В 2010 году среди 281 человека трудоспособного возраста (15—64 лет) 208 были экономически активными, 73 — неактивными (показатель активности — 74,0 %, в 1999 году было 66,5 %). Из 208 активных жителей работали 159 человек (85 мужчин и 74 женщины), безработных было 49 (22 мужчины и 27 женщин). Среди 73 неактивных 17 человек были учениками или студентами, 23 — пенсионерами, 33 были неактивными по другим причинам.

## Достопримечательности
- Церковь Св. Иоанна (XI век). Исторический памятник с 1980 года[4]
- Фахверковые дома Муан (XIV век). Исторический памятник с 1950 года[5]

## Фотогалерея

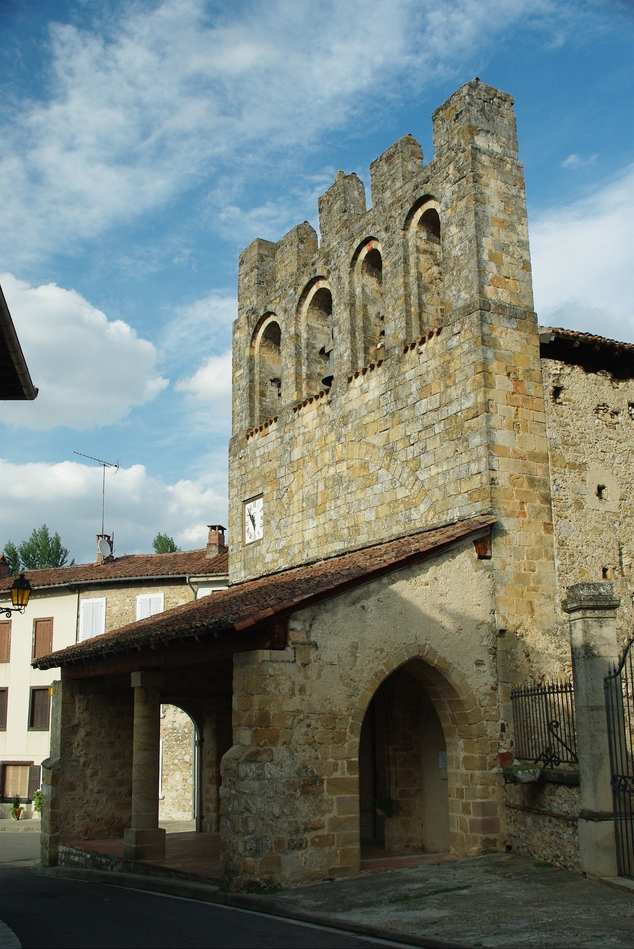
Церковь Св. Иоанна
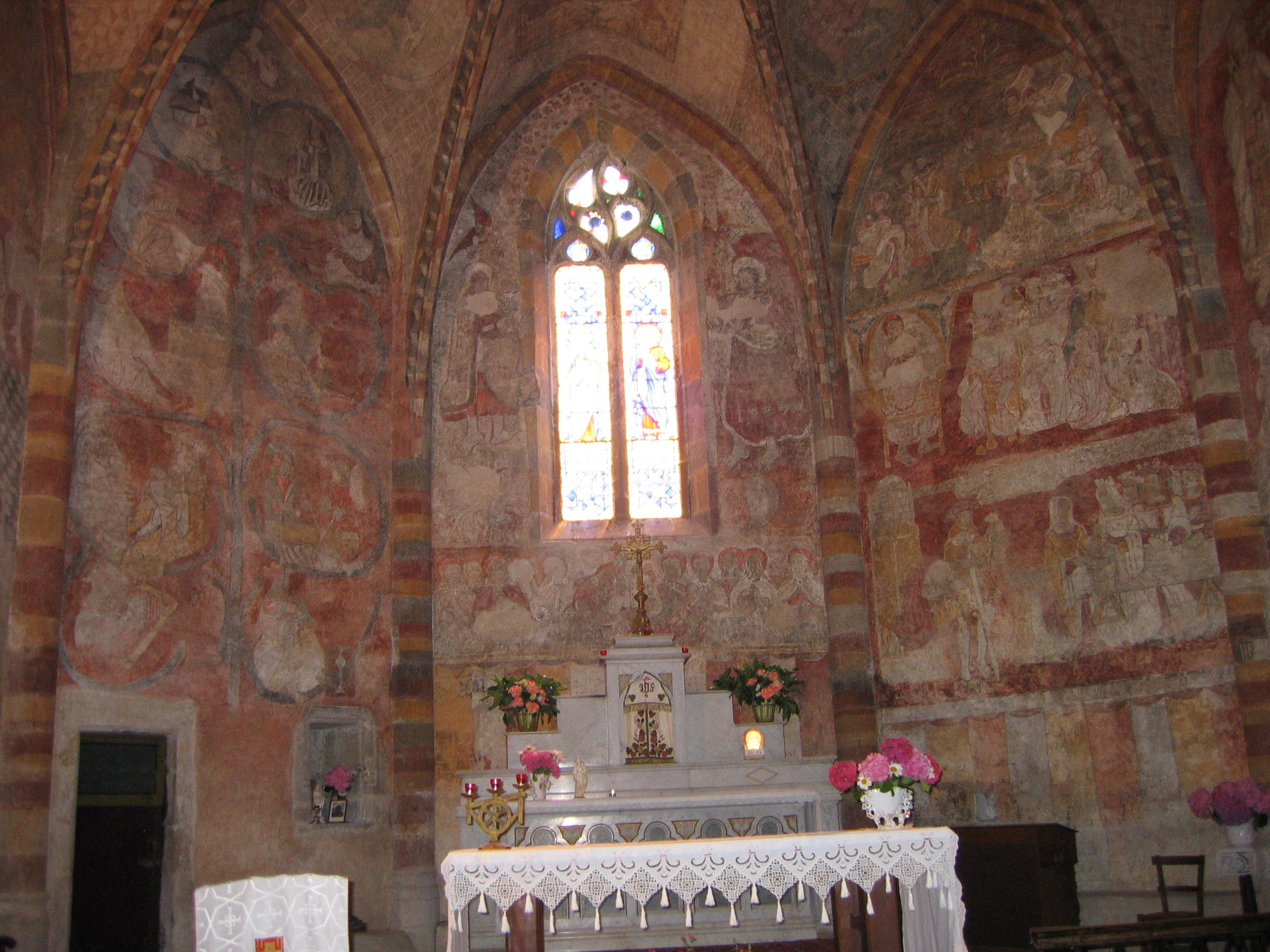
Интерьер церкви Св. Иоанна
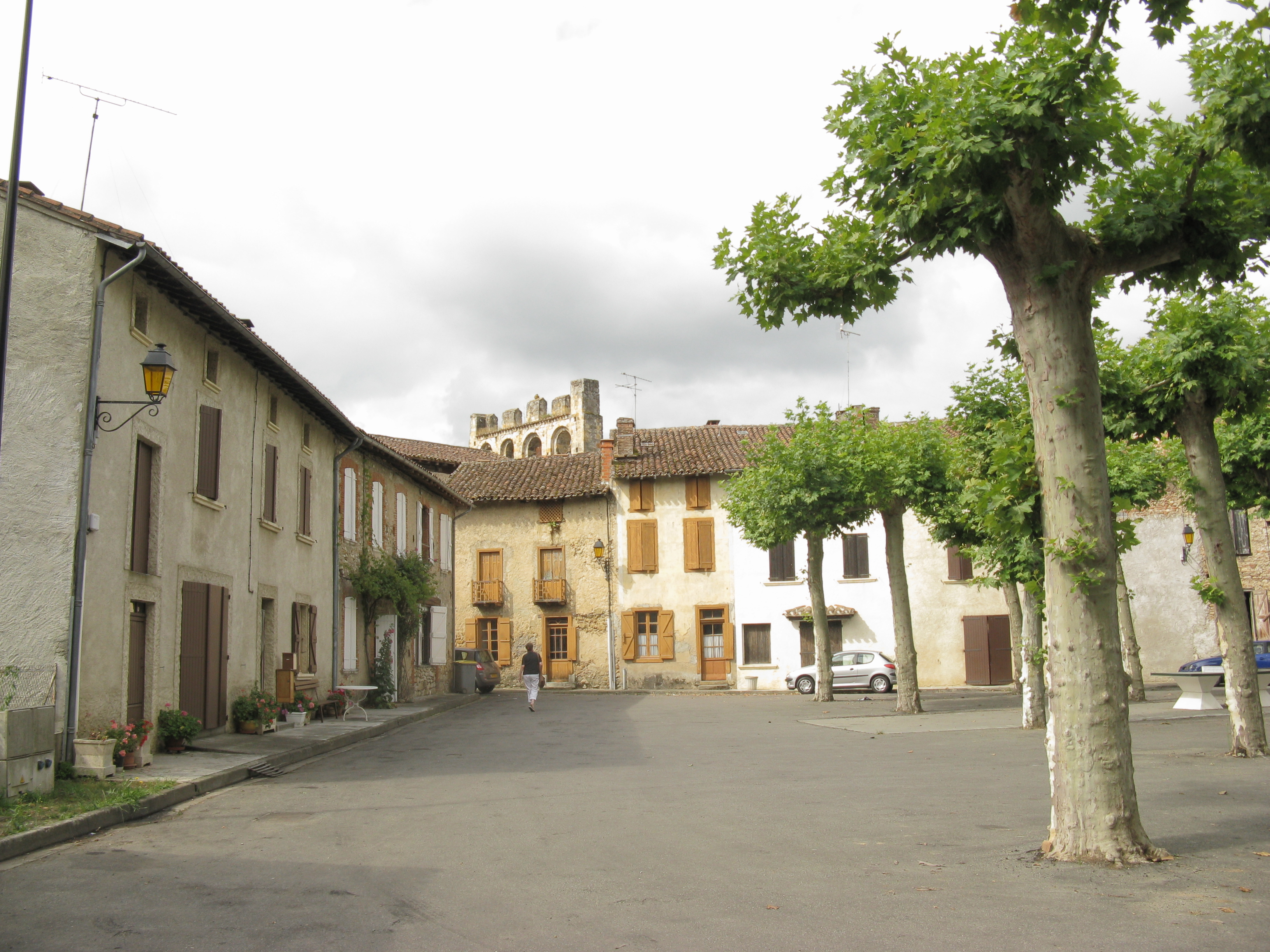
Центральная площадь
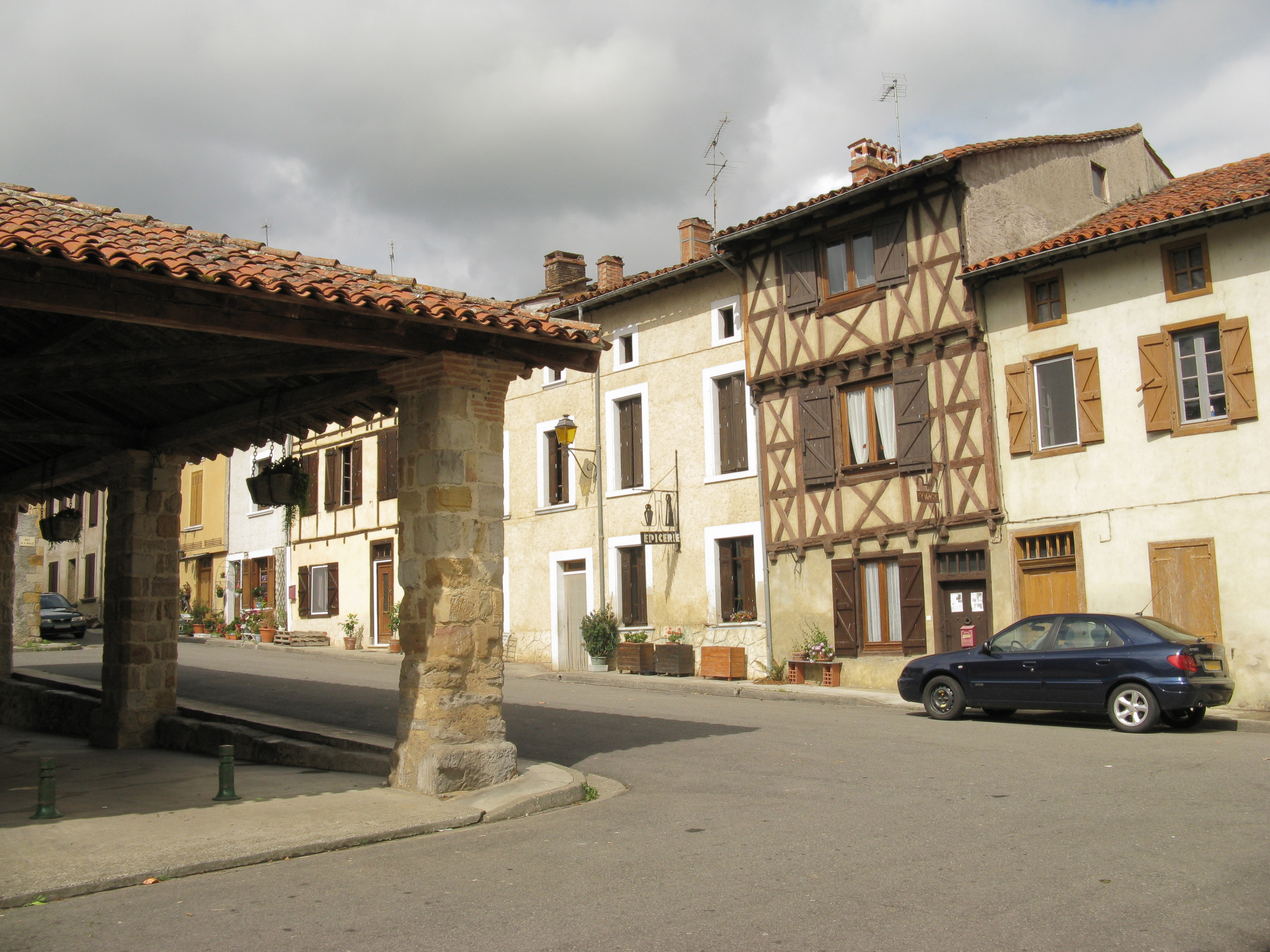
Крытый рынок
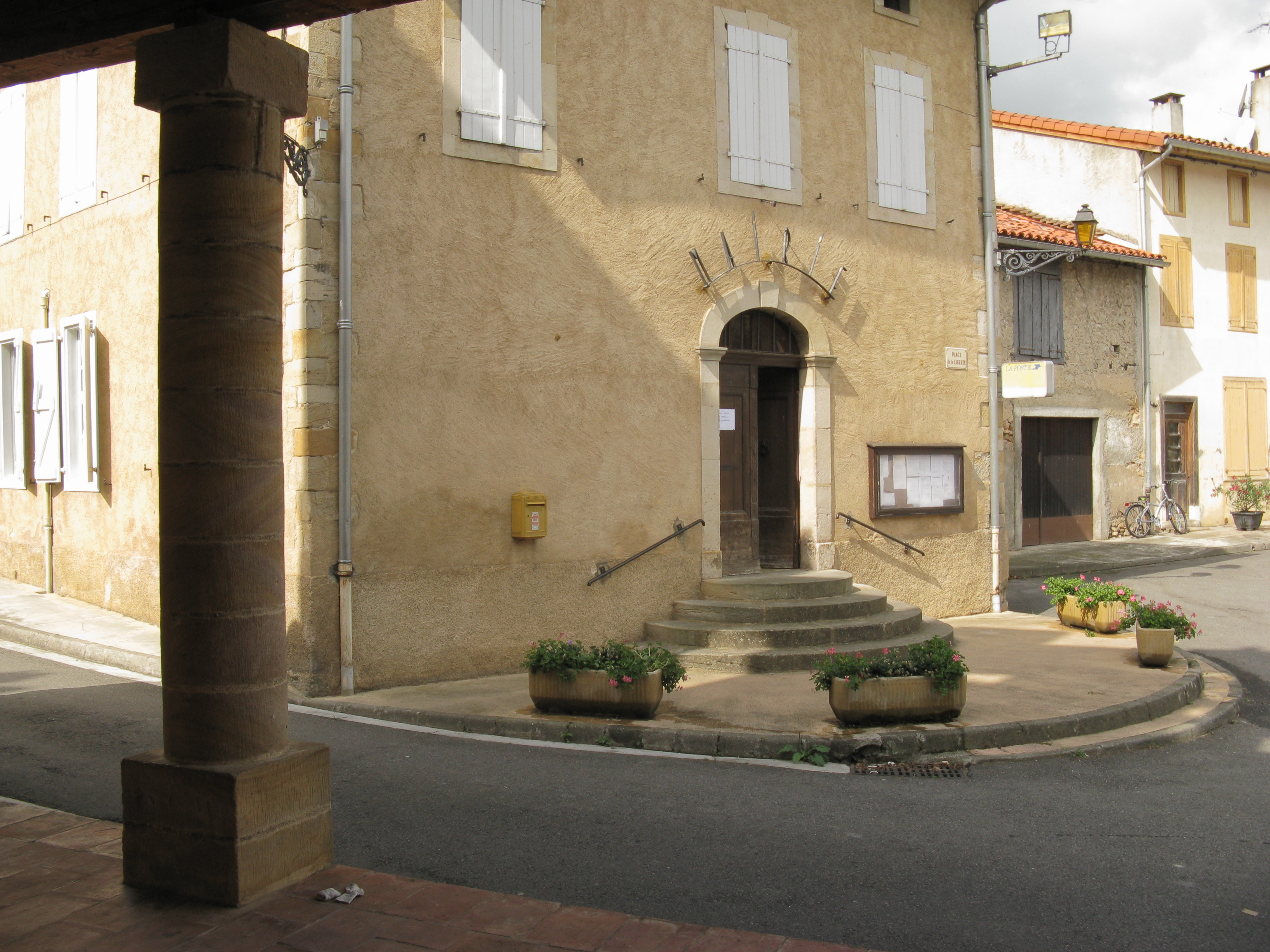
Мэрия